# Сато Йотаро
Сато Йотаро (10 серпня 2004) — японський артистичний плавець.
Призер Чемпіонату світу з водних видів спорту 2022 року.